# История почты и почтовых марок Тывы
История почты и почтовых марок Тувы подразделяется на периоды, соответствующие почтовым системам государств, в составе которых находилась Тува (Цинская империя, Российская империя, СССР, Российская Федерация), и независимой Тувинской Народной Республики (ТНР; 1921—1944). В последнем случае выходили самостоятельные почтовые марки ТНР.

## Ранний период

### Уртонная почта
Тувинская история почты исчисляется многими веками. По территории Тувы проходила так называемая «уртонная почта» — почтовая гоньба, организованная монгольскими ханами ещё в XIII веке. Эта почта обслуживалась тувинскими аратами, проживавшими на специальных станциях — уртонах.
В первые годы существования Тувинской Народной Республики уртонная почта использовалась для сообщения тувинского правительства и государственных учреждений, находившихся в столице с хошунами. В дальнейшем уртонная почта была ликвидирована.

### Русская и ранняя советская почта
С середины XIX века Урянхайский край обслуживала русская почта. В конце 1916 года в Белоцарске (ныне Кызыл) была создана почтовая контора, входившая в Енисейский почтовый округ.
Во время гражданской войны почта в Туве практически не функционировала. После провозглашения в 1921 году Тувинской Народной Республики почтовые сношения с РСФСР, а позднее с СССР, производились при помощи ответвлений советской государственной почты, так как своих почтовых учреждений в то время в Туве не было. 1 октября 1925 года Советское правительство передало безвозмездно ТНР все советские почтовые учреждения, действовавшие на территории Тувы со всем принадлежащим им имуществом. Эту дату принято считать «днём рождения» тувинской почты.
До 1928 года в ТНР для оплаты почтовых отправлений применялись почтовые марки и другие знаки почтовой оплаты Российской империи (разных выпусков), затем марки РСФСР и СССР (1922—1926 годов выпуска).

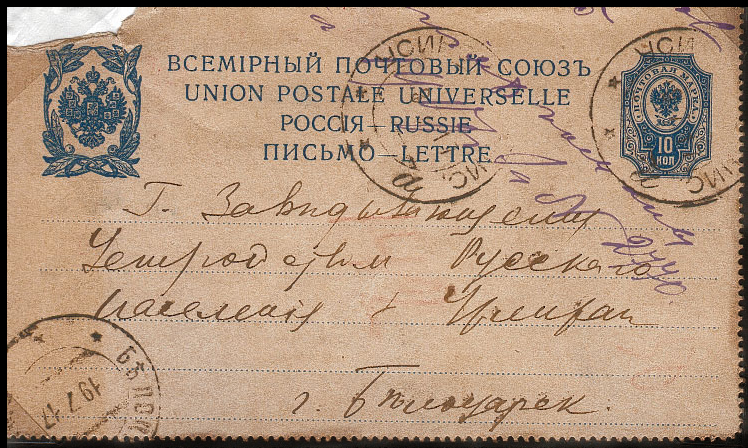
Почтовая карточка, отправленная из Минусинска в Белоцарск (1917)

## Выпуски почтовых марок

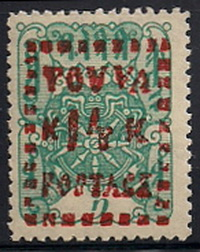
Почтовая марка ТНР 2-го выпуска, 1927(Yt #12)

### Первый и второй выпуски
Первый выпуск почтовых марок Тувы состоялся в конце октября 1926 года. Миниатюры были отпечатаны литографским способом. Выпуск состоял из 10 одинаковых по рисунку, но разных по цвету марок. На всех миниатюрах было изображено буддийское «Колесо счастья» (также фигурировало в первом гербе республики). Номинал марок был от 1 мунго (копейки) до 5 тугриков. Все надписи сделаны с использованием старомонгольского уйгурского письма. Все марки были изготовлены на Московской печатной фабрике «Гознак» и печатались на стандартных листах по 100 штук. Марки поступили в обращение 8 февраля 1927 года, все они на конвертах и других отправлениях, прошедших почту из Тувы, редки. Филателистические (фиктивные) гашения марок данного выпуска были выполнены в Москве дубликатом штемпеля чёрной краской с различными календарными датами от 1926 по 1929 год.
В июле 1927 года на марках первого выпуска ручным способом деревянными штампами были сделаны надпечатки красного и чёрного цветов слов «Touva» и «Postage» и новых номиналов. Надпечатки производились в Кызыле. Это был второй, временный, выпуск марок Тувы.

### Третий, четвёртый и пятый выпуски

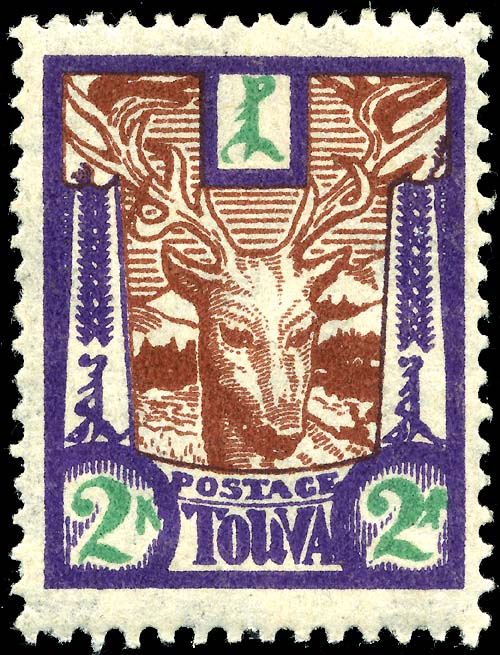
Почтовая марка Тувы 3-го выпуска (1927) с изображением оленя(Yt #16)

Третий, так называемый «этнографический», выпуск марок Тувы был осуществлён в сентябре 1927 года. Это была серия из 14 красочных марок различной формы: прямоугольной, треугольной, ромбической. Художником миниатюр была Ольга Фёдоровна Амосова, которая использовала орнаменты и народные мотивы из тувинского домашнего обихода. Помимо надписей на старомонгольском языке, на марках были сделаны надписи латиницей «TOUVA» и «postage».

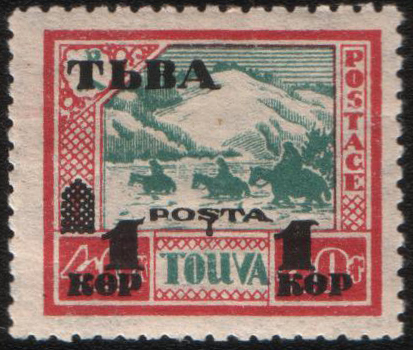
Почтовая марка Тувы 4-го выпуска (1932)(Yt #29)

В апреле 1932 года на марках третьего выпуска была сделана типографская надпечатка новых номиналов и слов «Тьва» и «poşta» лилово-коричневой и серо-синей краской. Надпечатки были выполнены в СССР. Это был четвёртый временный выпуск марок Тувы, обусловленный переходом на латинизированный шрифт и возросшей потребностью в марках мелких номиналов.
С ноября 1931 по 1933 год эмитировались марки пятого временного выпуска, представлявшие собой марки третьего выпуска с ручной надпечаткой металлическим нумератором цифр новой стоимости чёрной краской. Этот выпуск был вызван введением с 1 декабря 1931 года новых тарифов и недостатком марок требуемых номиналов. Почтовое использование марок этого выпуска с ноября 1931 по июль 1933 года подтверждено почтовыми отправлениями. Надпечатки производились в Кызыле. Все марки существуют с фальшивыми надпечатками разного качества.

### Шестой выпуск
В ноябре 1932 года в связи с недостатком почтовых марок требуемых номиналов на гербовых марках была сделана ручная надпечатка каучуковым штампом слова «Poşta» чёрной краской и нового номинала металлическим нумератором большого и малого размера. Надпечатки производились в Кызыле. Почтовое использование таких почтово-гербовых марок подтверждено подлинными почтовыми отправлениями с ноября 1932 года по ноябрь 1934 года, когда в Туву были доставлены марки седьмого и восьмого выпусков в достаточном количествах.

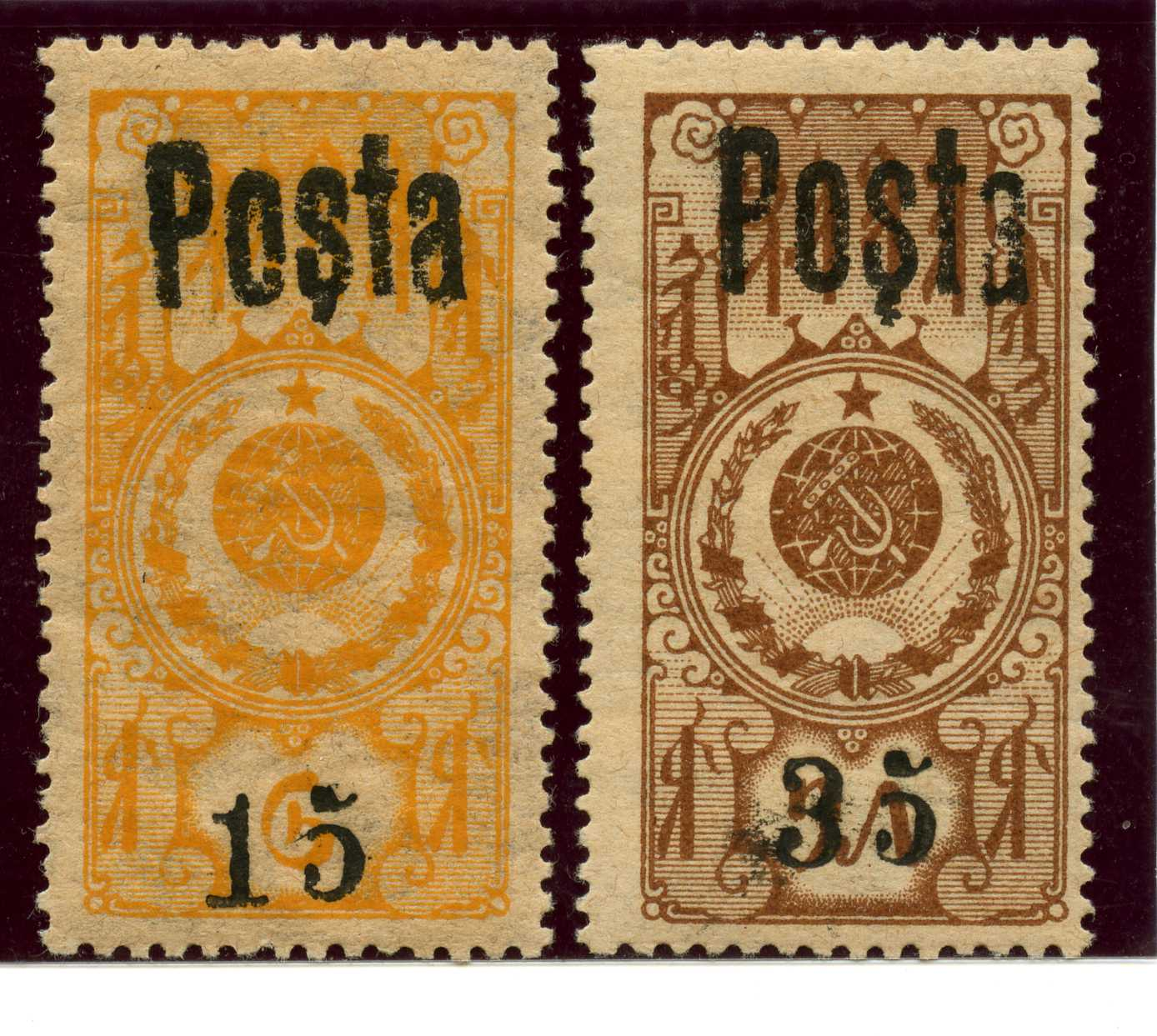
Почтовые марки Тувы 6-го выпуска (новоделы 1936 года) (надпечатки на гербовых марках(Sc #39—44)

В начале 1936 года был произведён дополнительный, не диктовавшийся почтовыми нуждами, выпуск надпечаток, выполненных подлинным штампом со словом «Poşta» и малым нумератором на гербовых марках. Новоделы отличаются от марок первого тиража тем, что цифра «5» из-за износа нумератора не имеет вертикальной чёрточки, нижний завиток в ней наполовину срезан и вся она чуть приподнята по отношению к первой цифре. Кроме того на новоделах краска надпечаток более густая и более чёрная (сажистая). Новоделы наряду с марками первого тиража встречаются с гашениями 1936 и последующих годов, выполненными как подлинными, так и филателистическими штемпелями. Чистые марки продавались в Москве и других городах через филателистическую торговую сеть СФА.

### Последующие выпуски
В период с 1926 по 1933 год Тува выпустила 38 почтовых марок (Sc #1—38).
В период с декабря 1933 по 1942 год было эмитировано 12 выпусков, которые включают около 100 почтовых марок Тувы. Они представляют собой либо миниатюры оригинальных рисунков (7-8-й, 10-13-й и 17-й выпуски) с экзотическими картинками тувинской жизни: скачки, схватки кочевников, домашних животных (верблюды и быки), либо временные выпуски с надпечатками (9-й, 14-16-й и 18-й выпуски). Большинство этих миниатюр изготовлено по рисункам художника В. Завьялова. Эти крупноформатные марки были разнообразной формы: треугольной с вершиной вверху и внизу, ромбические, прямоугольные (горизонтальные и вертикальные). Марки продавались коллекционерам погашенными по заказу.
Кроме того, в этот период выходили марки заказной почты (декабрь 1933 года; седьмой выпуск), первые авиапочтовые марки Тувы (1934 год; восьмой выпуск), а также первые коммеморативные марки ТНР к 15-й годовщине провозглашения Тувинской Народной Республики (1936 год; 12-й выпуск).

Некоторые почтовые марки ТНР 1933—1942 годов
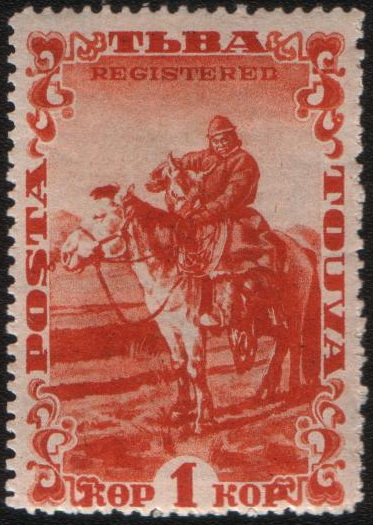
1933: марка заказной почты (7-й выпуск). Охотник на коне (Yt #39)
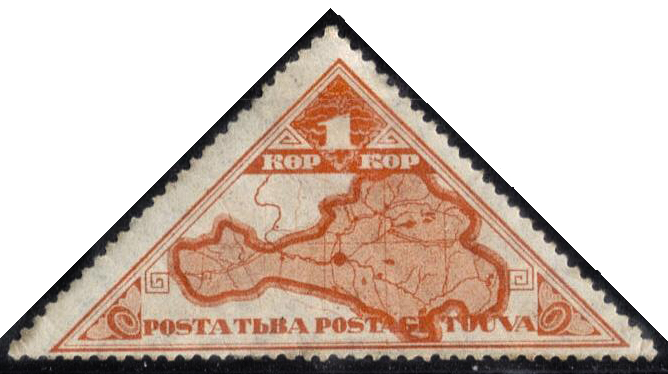
1935: марка из 10-го, видового, выпуска. Карта ТНР (Yt #47)
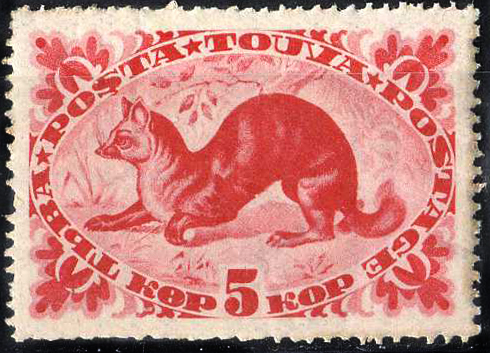
1935: марка из 11-го, зоологического, выпуска. Соболь (Yt #56)
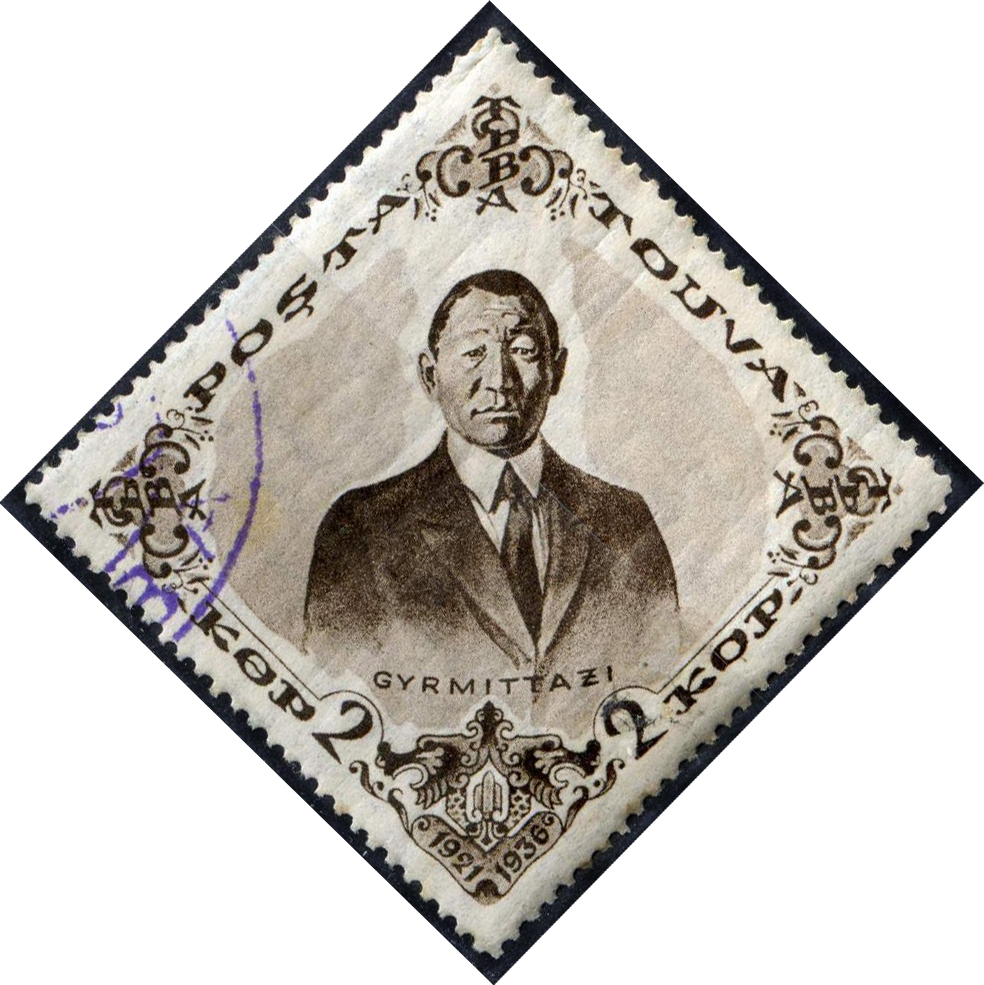
1936: марка из 12-го, юбилейного, выпуска к 15-летию ТНР. Первый председатель Совета министров ТНР Сат Чурмит-Дажы (Yt #65)
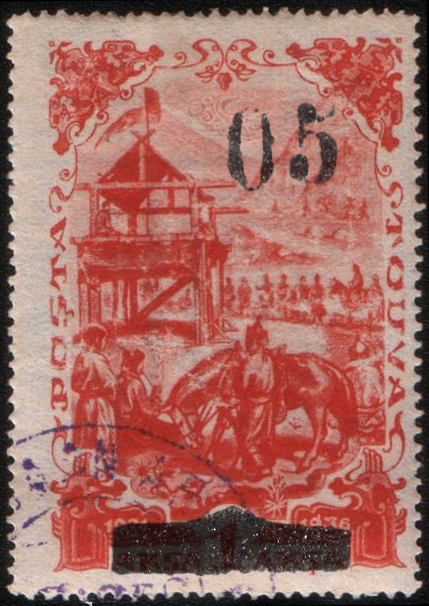
1938: марка из 14-го, временного, выпуска. Партизаны (Yt #86)
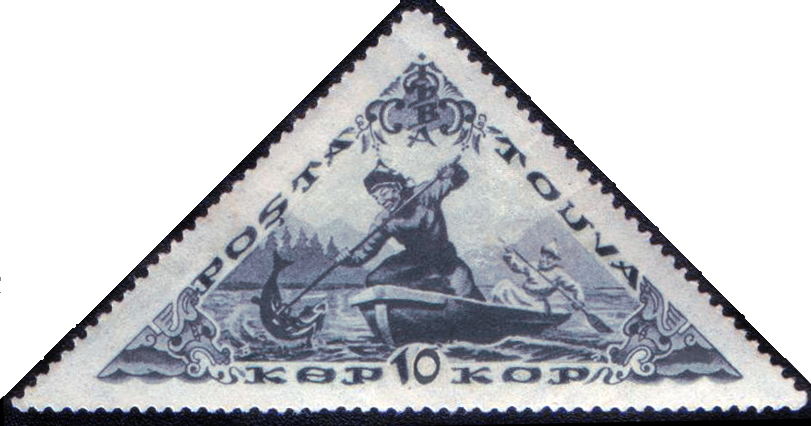
1941: марка из 17-го, стандартного, выпуска. Ловля рыбы острогой (Yt #89)
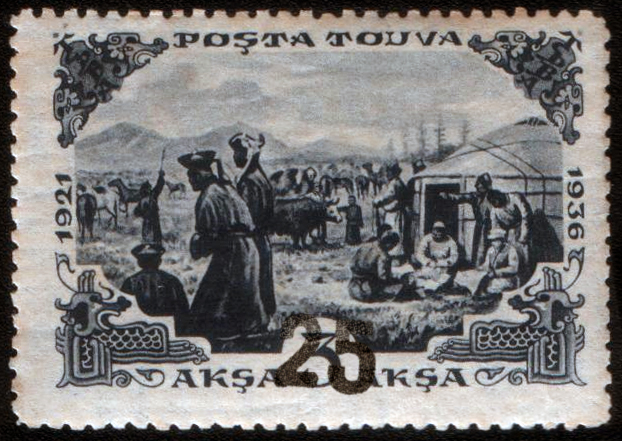
1942: марка из 18-го, временного, выпуска. Конфискация скота у «врагов народа» (Yt #98)

### Девятнадцатый, двадцатый и двадцать первый выпуски

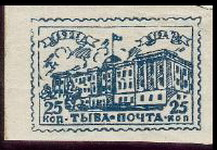
Почтовая марка ТНР 19-го выпуска (1942). Дом правительства ТНР(Yt #101)

Марки ТНР 19-го, 20-го и 21-го выпусков отличаются от остальных тем, что печатались они не в СССР, а в самой Туве в Кызыле. Миниатюры всех трёх выпусков были изготовлены по гравюрам советского художника Василия Фаддеевича Дёмина, находившегося в тот период в командировке в редакции кызыльской газеты «Тувинская правда». Марки отпечатали примитивной типографской печатью одиночными клише на белой или сероватой бумаге.
Марки девятнадцатого выпуска вышли в 1942 году и были приурочены к 21-й годовщине провозглашения Тувинской Народной Республики. На марках изображены: Дом правительства ТНР, сельхозвыставка в Кызыле, голова тувинки-работницы (Yt #101, 100, 138). Ещё две марки с изображением головы тувинца-охотника и красноармейца с конём не были приняты к изданию, так как тувинец-охотник кому-то из чиновников показался похожим на репрессированного Чурмит-Дажы — первого руководителя правительства ТНР, а изображение марки 50-копеечного достоинства с красноармейцем признали мелким. Миниатюры печатались тёмно-синей краской на небольших листах (обрезках) бумаги набором из трёх одиночных клише, расположенных в ряд.
К 22-й годовщине провозглашения ТНР в июне 1943 года были эмитированы три марки двадцатого выпуска. На миниатюрах изображены: герб ТНР в обрамлении знамён и Дом правительства ТНР (Yt #103, 104, 106). Первое издание марок с изображением герба было отпечатано черной или серой краской с одиночного клише вертикальными листами по 5 штук в каждом с перфорацией лишь по горизонтали между марками. Клей грубой кистью наносился после перфорирования. Второе издание отпечатано сине-зелёной (оттенки) краской набором из двух горизонтально расположенных клише этих марок на малых листах в два ряда.
Последний, двадцать первый, выпуск марок Тувинской Народной Республики состоялся во второй половине 1944 года. Он был обусловлен нехваткой марок 25-копеечного достоинства и представлял собой повторение марки 20-го выпуска с изображением герба ТНР в изменённом цвете (серо-синяя) (Yt #102). Марки этого издания были в обращении короткое время и чаще встречаются в негашёном виде.

Почтовые марки ТНР 19-го, 20-го и 21-го выпусков (1942—1944)
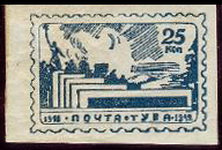
1942: 21-я годовщина провозглашения ТНР. Сельхозвыставка в Кызыле (Yt #100)
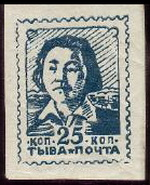
То же. Голова тувинки-работницы (Yt #138)
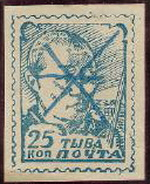
То же. Голова тувинца-охотника (пробная)
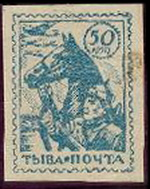
То же. Красноармеец с конём (пробная)
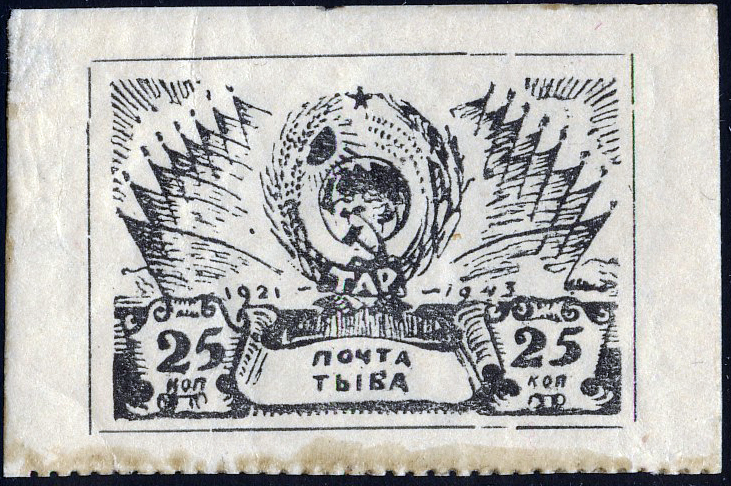
1943: 22-я годовщина провозглашения ТНР. Герб ТНР в обрамлении знамён — первое издание (Yt #103)
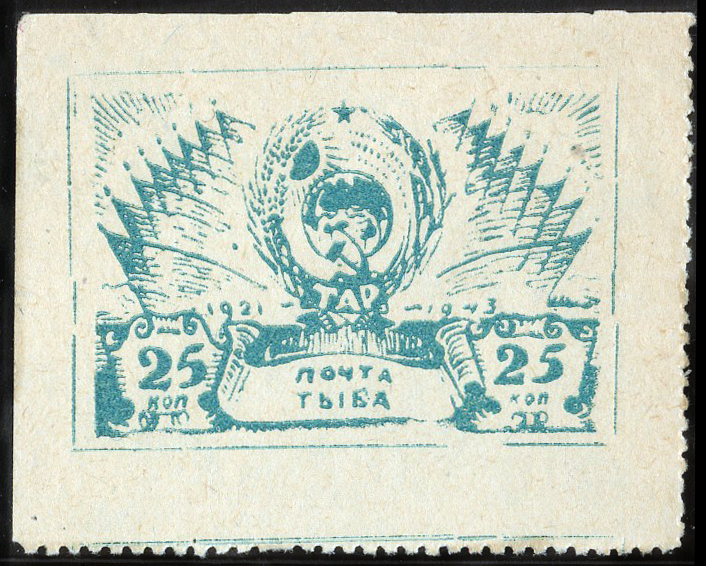
То же — второе издание (Yt #103)
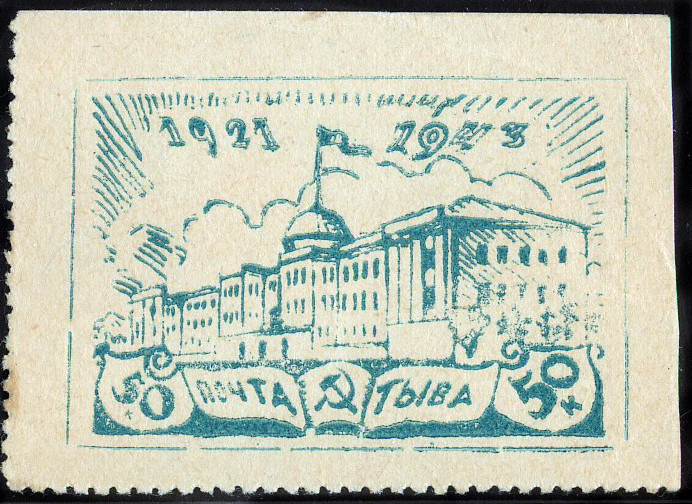
То же. Дом правительства ТНР (Yt #106)
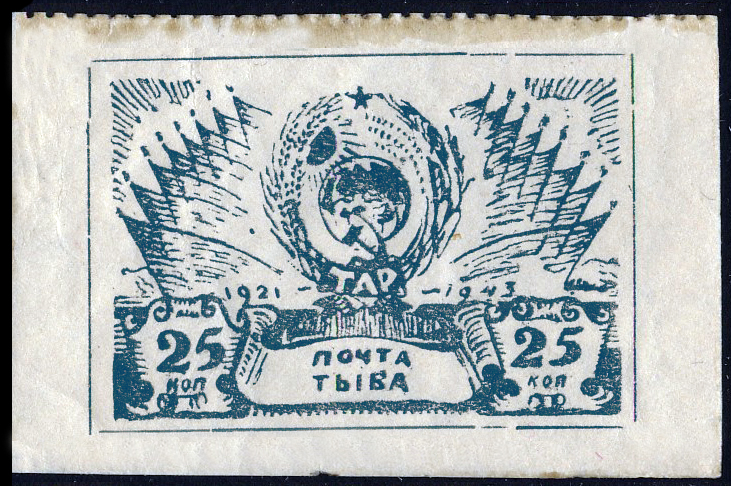
1944: стандартный выпуск. Герб ТНР (Yt #102)

## Другие виды почтовых марок

### Авиапочтовые
Первые авиапочтовые марки Тувы были выпущены в 1934 году (восьмой выпуск). Девять миниатюр по рисункам художника В. Завьялова были отпечатаны способом фототипии. На марках был изображён самолёт пролетающий над: сарлыками (Yt #Ав1, Ав6, Ав8), верблюдами (Yt #Ав2, Ав4), глухарём (Yt #Ав3), турами (Yt #Ав5), волом в упряжке (Yt #Ав7) и косулями (Yt #Ав9).
Второй и последний выпуск авиапочтовых марок состоялся в 1936 году к 15-й годовщине провозглашения Тувинской Народной Республики (13-й выпуск). Марки были отпечатаны литографским способом, на них изображены: перевозка грузов на быке (Yt #Ав10, Ав12), полевые работы (Yt #Ав11), дирижабль над всадником (Yt #Ав13, Ав15), праздник женщин (Yt #Ав14) и аллегория — самолёт над низвергнутым крылатым драконом (Yt #Ав16-Ав18).

Некоторые авиапочтовые марки ТНР
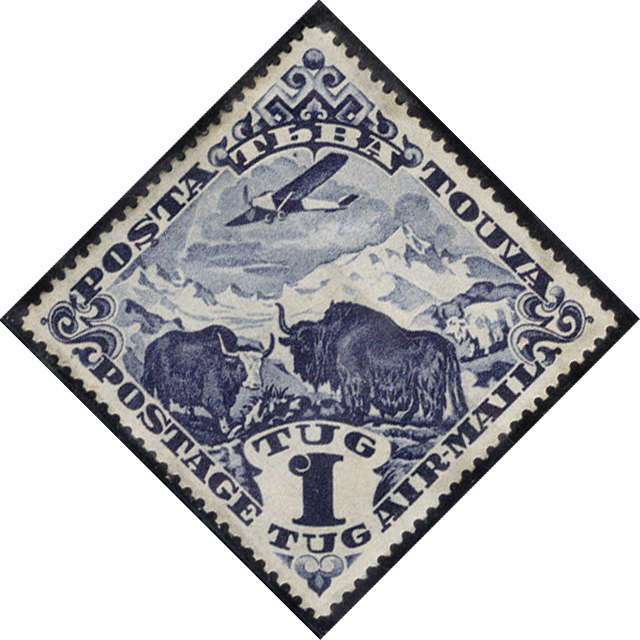
1934: Марка 8-го выпуска. Самолёт над яками (сарлыками) (Yt #Ав8)
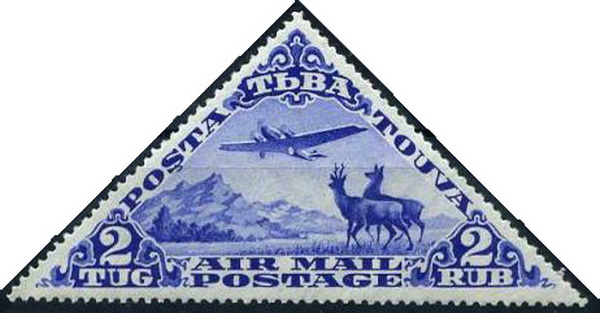
То же. Самолёт над косулями (Yt #Ав9)
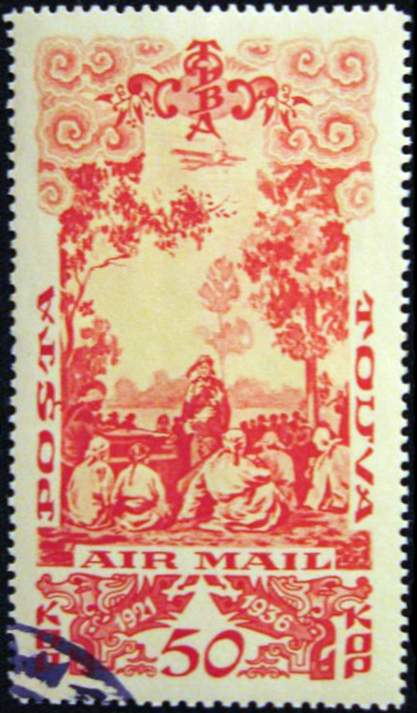
1936: Марка из 13-го, юбилейного, выпуска к 15-летию ТНР. Женский праздник (Yt #Ав14)
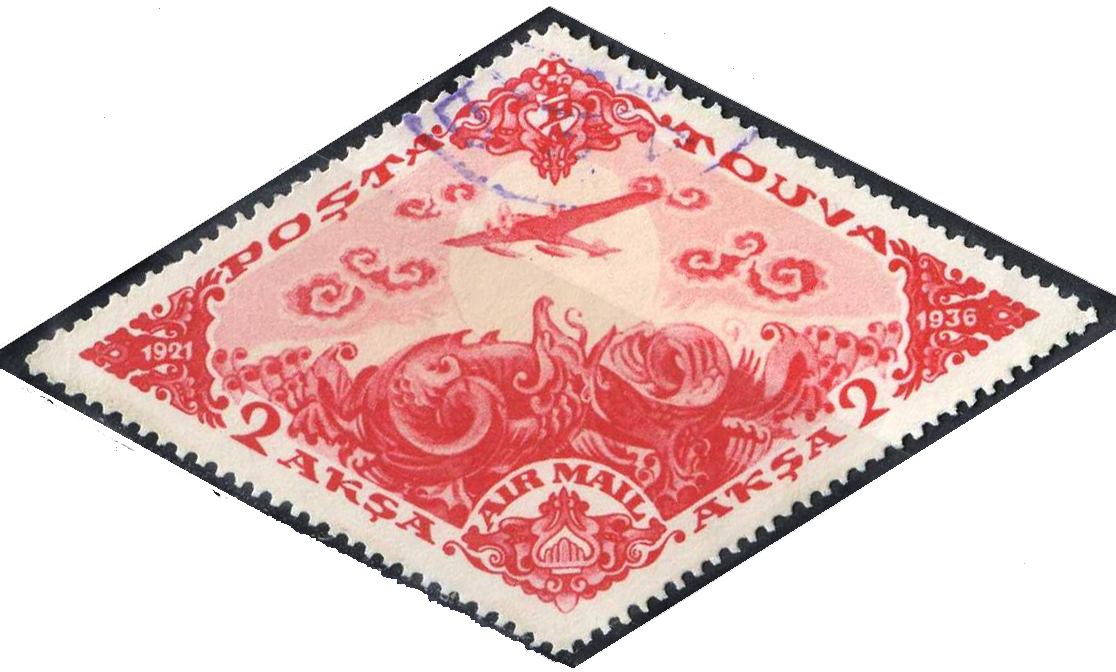
То же. Самолёт над поверженным крылатым драконом (Yt #Ав17)

### Почтово-благотворительные
В 1932 году в Кызыле был осуществлён выпуск почтово-благотворительных марок в пользу Общества содействия обороне страны (тув. Орган камгалаарынга тузалаап эвилел). На гербовых марках ручными деревянными штампами были сделаны надпечатки аббревиатуры «OKTE» и новых номиналов чёрной краской. Марки наклеивались на конверты и другие отправления сверх тарифов и гасились вместе с марками пятого выпуска почтовыми штемпелями. Марки использовались с ноября 1932 по апрель 1933 года.

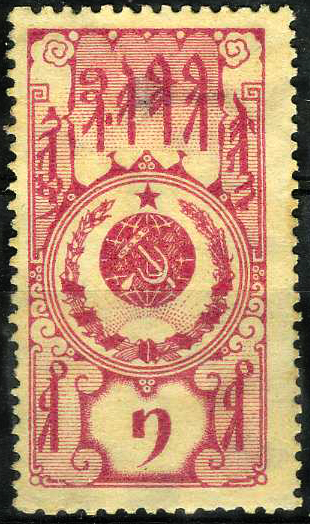
Гербовая марка ТНР, 1 тугрик (рубль)

## Фискальные марки
В стиле марок первого выпуска была издана серия гербовых марок ТНР, некоторые из которых в последующем были с различными надпечатками использованы в качестве почтовых и почтово-благотворительных. Марки были отпечатаны литографским способом на бумаге с водяным знаком «мозаика».

## В составе Советского Союза и Российской Федерации
11 октября 1944 года Тувинская Народная Республика вошла в состав СССР в качестве Тувинской автономной области РСФСР. С 1 января 1945 года на её территории были введены знаки почтовой оплаты общесоюзного образца. Почтовые марки ТНР использовались наряду с марками СССР до сентября 1945 года, а затем были изъяты из обращения.
Почта СССР в декабре 1962 года выпустила единственную марку, непосредственно посвящённую Тувинской АССР, в серии «Столицы автономных советских социалистических республик». На миниатюре изображены главная улица столицы республики — Кызыла — улица Ленина и здание правительства Тувинской АССР.
Почта России в октябре 1994 года выпустила марку в честь 50-летия вхождения республики Тува в состав России. На марке изображён обелиск «Центр Азии», сооружённый в 1964 году, а также юбилейный знак образованный Государственными флагами Российской Федерации и Республики Тува и изображение национального тувинского орнамента.
| Тува на почтовых марках СССР и России                                      | Тува на почтовых марках СССР и России | Тува на почтовых марках СССР и России                                                      |
| -------------------------------------------------------------------------- | ------------------------------------- | ------------------------------------------------------------------------------------------ |
|                                                                            |                                       |                                                                                            |
| СССР (1962): Тувинская АССР. Кызыл, улица Ленина (ЦФА [АО «Марка»] № 2708) | То же, марочный лист                  | Россия (1994): 50-летие вхождения Республики Тува в состав России (ЦФА [АО «Марка»] № 184) |

Почта СССР выпускала художественные маркированные конверты, посвященные Туве и её столице Кызылу.
| Хронологический перечень художественных почтовых конвертов СССР, посвящённых Туве | Хронологический перечень художественных почтовых конвертов СССР, посвящённых Туве | Хронологический перечень художественных почтовых конвертов СССР, посвящённых Туве | Хронологический перечень художественных почтовых конвертов СССР, посвящённых Туве | Хронологический перечень художественных почтовых конвертов СССР, посвящённых Туве | Хронологический перечень художественных почтовых конвертов СССР, посвящённых Туве |
| Надпись на конверте (чему посвящён)                                               | Дата                                                                              | Художник                                                                          | Номер в каталоге ЦФА                                                              | Номинал                                                                           |                                                                                   |
| --------------------------------------------------------------------------------- | --------------------------------------------------------------------------------- | --------------------------------------------------------------------------------- | --------------------------------------------------------------------------------- | --------------------------------------------------------------------------------- | --------------------------------------------------------------------------------- |
| Тувинская АО. Кызыл. Городской парк                                               | 16 сентября 1958                                                                  |                                                                                   | 774                                                                               | 40 копеек                                                                         |                                                                                   |
| Кызыл. Улица Ленина                                                               | 15 июля 1963                                                                      |                                                                                   | 2670                                                                              | 4 копейки                                                                         |                                                                                   |
| Кызыл. Улица Ленина                                                               | 15 апреля 1964                                                                    |                                                                                   | 3122                                                                              | 4 копейки                                                                         |                                                                                   |
| Кызыл. Педагогический институт                                                    | 2 февраля 1965                                                                    |                                                                                   | 3574                                                                              | 4 копейки                                                                         |                                                                                   |
| Кызыл. Монумент «Центр Азии»                                                      | 21 апреля 1969                                                                    |                                                                                   | 6270                                                                              | 4 копейки                                                                         |                                                                                   |
| 25 лет Тувинской АССР                                                             | 18 августа 1969                                                                   |                                                                                   | 6537                                                                              | 4 копейки                                                                         |                                                                                   |
| 30 лет Тувинской АССР                                                             | 11 июля 1974                                                                      | Ю. Косоруков                                                                      | 9847                                                                              | 6 копеек                                                                          |                                                                                   |
| Кызыл. Административное здание                                                    | 26 октября 1976                                                                   | Л. Кружкова                                                                       | 11649                                                                             | 4 копейки                                                                         |                                                                                   |
| Кызыл. Областной комитет КПСС                                                     | 26 августа 1981                                                                   | Н. Музыкантова                                                                    | 15108                                                                             | 6 копеек                                                                          |                                                                                   |
| Кызыл. Обелиск «Центр Азии»                                                       | 18 июля 1983                                                                      | Т. Панченко                                                                       | 16371                                                                             | 5 копеек                                                                          |                                                                                   |
| 40 лет Тувинской АССР                                                             | 16 марта 1984                                                                     | Г. Серебряков                                                                     | 117                                                                               | 5 копеек                                                                          |                                                                                   |
| Тува. Озеро Азас                                                                  | 25 сентября 1991                                                                  | М. Ларюшина                                                                       | 272                                                                               | 7 копеек                                                                          |                                                                                   |

## Фальсификации и фантастические выпуски

Марки спекулятивно-фантастического выпуска от имени Тувы (1994; отпечатан в Австрии)

В 1960-х годах появились фальсификаты марок ТНР 19-го, 20-го и 21-го выпусков всех рисунков в чёрном цвете на сероватой рыхлой бумаге, без зубцов или с рваной зубцовкой, похожей на просечку межмарочных промежутков с помощью швейной машины. Эти фальшивки были выполнены в той же манере, что и подлинники, и вводили в заблуждение даже крупных специалистов.
В 1993 году на филателистическом рынке появились стандартные марки СССР 13-го выпуска с разнообразными надпечатками от имени Тувы, а в период с 1994 по 1996 год многочисленные виньетки оригинальных рисунков, претендующие на звание почтовых марок Тувы. На них фигурируют разнообразные сюжеты, в том числе и нехарактерные для Тувы: 50-летие вхождения Тувы в состав России, охраняемая фауна, птицы и нептичьи динозавры, 50-летие Победы в Великой Отечественной войне (виньетки с портретами двух тувинских героев Советского Союза и маршала Г. К. Жукова), визит в Туву Далай-ламы, марки «стандартного выпуска», стилизованные под выпуск треугольных марок ТНР 1930-х годов. Всего в этот период было выпущено 59 «марок» и «блоков», отпечатанных офсетной печатью. Сообщалось о печатании этих «марок» в Австрии якобы по поручению правительства Республики Тыва.
В дальнейшем появились «марки» с портретами кошек, собак, Арнольда Шварценеггера, Мадонны, Барта Симпсона, телепузиков, Led Zeppelin, Терезы Тенг и т. п. Эти марки представляют собой спекулятивно-фантастические выпуски, изготовленные, очевидно, в Великобритании с целью введения в заблуждение коллекционеров.
В 1995 году вышел приказ Генерального директора Федерального управления почтовой связи при Министерстве связи Российской Федерации В. А. Полякова, предписывающий начальникам УФПС и ГУ «Международный почтамт», а также руководителям государственных учреждений, предприятий и организаций почтовой связи:

1. Не принимать к пересылке и доставке почтовые отправления, франкированные почтовыми марками Республики Тыва.

2. Не осуществлять торговлю марками Республики Тыва в качестве филателистических товаров.

Российская почта неоднократно обращалась в руководящие органы Всемирного почтового союза с заявлениями о нелегитимных выпусках якобы от имени Тувы, появлявшихся на филателистическом рынке в спекулятивных целях.

## Статус и коллекционирование марок Тувы

### За рубежом
Статус почтовых марок Тувы, согласно зарубежным источникам, противоречив. Одни каталоги («Ивер», «Михель», «Санабриа» и англ. «Whitfield King») перечисляют их в качестве официальных почтовых марок, другие (более ранние выпуски каталогов «Скотт» и «Стенли Гиббонс») не признают их. Российский «Каталог-справочник отечественных знаков почтовой оплаты» (приложение к журналу «Филателия», 1992) и некоторые другие авторы утверждают, что марки Тувы находились в почтовом обращении. Почтовое использование марок подтверждается подлинными почтовыми отправлениями.

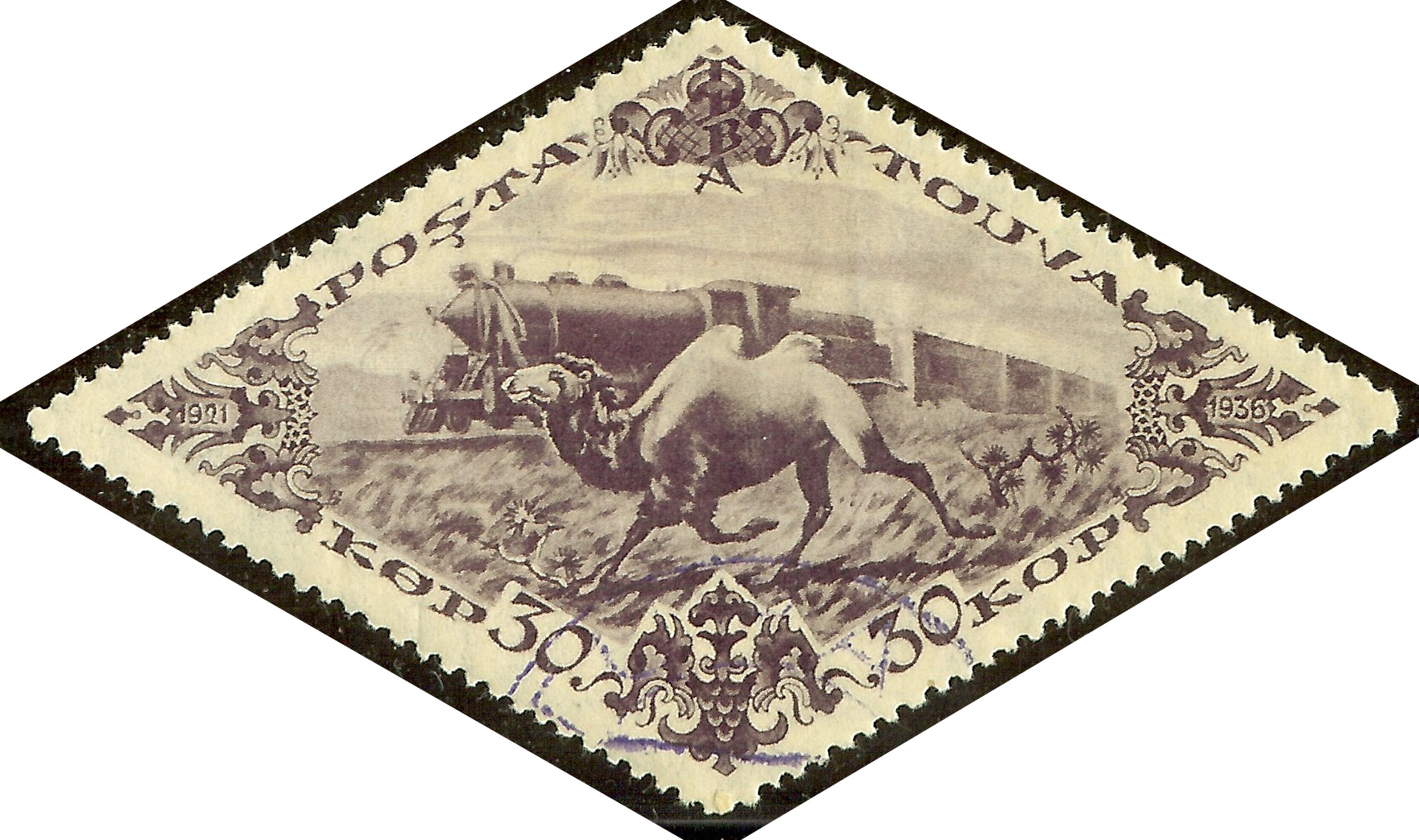
Почтовая марка Тувы 12-го выпуска (1936) с изображением верблюда, бегущего наперегонки с паровозом(Yt #76)

Некоторые зарубежные исследователи утверждают, что марки Тувы, выпущенные после 1934 года, были детищем Белы Секулы (венг. Béla Sekula), пропагандиста филателистических «раритетов», который в 1934 году якобы убедил тувинские и советские власти выпускать экзотические марки для реализации коллекционерам. В «вину» маркам ставится то, что они «разрабатывались в Москве, печатались в Москве, франкировались в Москве и продавались за границей московской государственной торговой фирмой с целью зарабатывания твёрдой валюты для Москвы». Кроме того, не все рисунки марок правдиво отображали реалии жизни в Туве. На одной из марок, к примеру, изображён «верблюд, бегущий наперегонки с паровозом рядом с несуществующей в Туве железной дорогой…»
Несмотря на некоторую сомнительность происхождения, тувинские марки пользовались популярностью за рубежом у молодых коллекционеров в середине XX века. Этот факт отмечен, например, в книге Ральфа Лейтона Tuva or Bust! (W. W. Norton 1991), в которой рассказывается о том, что детские воспоминания о красочных марках Тувы вдохновили лауреата Нобелевской премии физика Ричарда Фейнмана и Ральфа Лейтона вначале на поиск контактов в Туве, а затем на посещение страны «вживую». (Фейнман умер, так и не осуществив свою мечту, но Лейтон в конце концов добрался до Тувы.) Усилия Лейтона и Фейнмана способствовали возрождению интереса к Туве и её почтовым маркам, которые в настоящее время фигурируют на различных веб-сайтах. Ральф Лейтон создал в 1981 году неформальную организацию «Друзья Тувы» («Friends of Tuva»), которая поддерживает идею отделения Тувы от России и потому приветствует спекулятивно-фантастические выпуски, сделанные якобы от имени современной Тывы.

Обложка книги С. Блехмана «История почты и знаки почтовой оплаты Тувы» (1976)

В 1993 году в США было основано Общество коллекционеров марок Тувы (Tannu Tuva Collectors' Society, Inc., сокращённо — TTCS), которое является аффилированным членом Американского филателистического общества. Это объединение издаёт журнал «TbBA» («Тува»). По состоянию на 20 июня 2002 года, было опубликовано 26 номеров журнала. В 1995 году Обществом был выпущен каталог почтовых марок Тувы. В противовес «Друзьям Тувы», TTCS занимает отрицательную позицию по отношению к нелегальным выпускам от имени Тувы и целого ряда других государств и территорий.
В 2001 году возникло ещё одно объединение — Общество филателистических исследований Тувы (Tuva Philatelic Research Society), но впоследствии оно прекратило своё существование.

### В СССР и России
В советской и российской филателии почтовые марки Тувинской Народной Республики являются полноправным объектом коллекционирования и изучения, о чём свидетельствуют многочисленные публикации в таких филателистических изданиях, как «Советский филателист», «Советский коллекционер», «Филателия СССР» и «Филателия».
В этой связи следует отметить довоенные работы А. Измаил-Бея и В. Головкина. Особое место в тувинской филателии занимают собрание и исследования московского инженера С. М. Блехмана, известного коллекционера и автора многих статей о почте и марках Тувы. Экспонат Самуила Блехмана «Знаки почтовой оплаты Тувинской Народной Республики» был представлен на Всемирной филателистической выставке «Прага 1962» вместе с тремя другими специализированными коллекциями марок этого филателиста, за которые он получил золото-серебряную медаль — наивысшую награду, завоёванную на пражской выставке советскими участниками. Кроме того, Блехману была присуждена бронзовая посеребрённая плакета (медаль прямоугольной формы) за рукопись монографии «Каталогизация знаков почтовой оплаты Тувинской Республики», и эта награда была также наивысшей среди советских коллекционеров в области филателистической литературы и исследований. Монография была опубликована в 1963 году в первом сборнике «Советский коллекционер». В 1976 году вышла книга С. Блехмана «История почты и знаки почтовой оплаты Тувы». Её английский перевод, «The Postal History and Stamps of Tuva», был издан в 1997 году Обществом коллекционеров марок Тувы.
В 2000 году опубликована книга «Тува. Знаки почтовой оплаты», автором которой является один из ведущих собирателей тувинских марок Вадим Устиновский.